# Kazimierz Rajchel
Kazimierz Rajchel (ur. 1937, zm. w listopadzie 2020) – polski prawnik, prof. dr hab.

## Życiorys
Otrzymał tytuł magistra na Wydziale Prawa i Administracji Uniwersytetu Marii Curie-Skłodowskiej w Lublinie, w 1977 uzyskał doktorat, w 1989 habilitował się na podstawie pracy zatytułowanej Akty normatywne wojewody jako organu o właściwości ogólnej. 31 stycznia 2008 nadano mu tytuł profesora w zakresie nauk prawnych. Został zatrudniony na stanowisku profesora w Katedrze Prawa i Administracji na Wydziale Zarządzania i Marketingu Politechniki Rzeszowskiej im. Ignacego Łukasiewicza, w Katedrze Prawa Administracyjnego na Wydziale Administracyjnym i Informatycznym Wyższej Szkole Informatyki i Zarządzania w Rzeszowie, oraz w Instytucie Organizacji i Zarządzania na Wydziale Bezpieczeństwa Wewnętrznego i Administracji Wyższej Szkole Policji w Szczytnie.
Był profesorem nadzwyczajnym, kierownikiem Katedry Prawa i Administracji, dziekanem Wydziału Zarządzania i Marketingu Politechniki Rzeszowskiej im. Ignacego Łukasiewicza, a także prorektorem w Wyższej Szkole Informatyki, Zarządzania i Administracji w Warszawie.